# رابرت آربوتنوت
رابرت آربوتنوت (انگلیسی: Robert Arbuthnot؛ ۱۷۷۳ – ۶ مه ۱۸۵۳) نظامی اهل پادشاهی متحد بریتانیای کبیر و ایرلند بود.